# Madeleine Perk
Madeleine Perk (* 13. Mai 1975) ist eine ehemalige Schweizer Synchronschwimmerin.

## Leben
Madeleine Perk wuchs in der Schweizer Gemeinde Uitikon auf. 1998 begann sie ihre Sekundar- und Fachlehrerausbildung an der Universität Zürich. In den Jahren 2002 bis 2008 arbeitete sie als Zirkusartistin in einer Wassershow des Cirque du Soleil in Las Vegas. In dieser Zeit absolvierte sie ein weiteres Studium an der Universität Nevada in Bewegungswissenschaften und Sport und schloss dieses 2007 mit einem Bachelor-Degree ab. Unter anderem wegen der nicht immer gewährleisteten medizinischen Nachbetreuung ihrer etlichen Verletzungen während der Show-Einsätze kehrte sie 2008 in die Schweiz zurück. 2009 bestritt sie dann ihr Masterstudium in Sportphysiologie wieder an der Eidgenössischen Technischen Hochschule Zürich, welches sie 2012 abschloss.
Sie war von 1986 bis 2000 aktive Schwimmerin beim Schweizer Synchronschwimmverein Limmat-Nixen, wo sie auch nach ihrer Zeit in den Vereinigten Staaten als Trainerin tätig war.
Zurzeit arbeitet sie als Instruktorin verschiedener Sportarten beim Akademischen Sportverband Zürich (ASVZ) und betreut Schülerinnen und Schüler der United School of Sports.

## Erfolge
Von 1992 bis 2000 nahm Perk mehrmals am Europacup, an Europameisterschaften, dem Weltcup und den Weltmeisterschaften in den Kategorien Solo, Duett und Gruppe teil. Nach ihrem Erfolg bei den Olympischen Spielen in Sydney beendete sie mit 25 Jahren ihre aktive Karriere, während dieser Wettkampf für ihre 19-jährige Partnerin Belinda Schmid deren Olympiadebüt war.
- 2000, Olympische Spiele Sydney: 10. Platz bei der Schlussplatzierung im Duett zusammen mit Belinda Schmid[4][5]
- 2000, Europameisterschaft Helsinki: Solo 7. Rang, Duett 5. Rang und Team 7. Rang
- 1999, Weltcup A Seoul: Solo 10. Rang, Duett 11. Rang, Team 10. Rang
- 1998, Weltmeisterschaft Perth: Duett 10. Rang, Team 9. Rang
- 1998, Europacup A Prag: Solo 6. Rang, Duett 7. Rang, Team 7. Rang
- 1997, Weltcup Guangzhou: Duett 10. Rang, Team 9. Rang
- 1997, Europameisterschaft Sevilla: Duett 5. Rang, Team 5. Rang[6]
- 1997 bis 2000: Schweizer Meisterin Solo und Duett
- 1996: Schweizer Meisterin Duett

Neben ihren Erfolgen in den Kategorien Solo und Duett wurde Perk mit ihrem Team, der Limmat-Nixen, in den Jahren 1991 bis 2000 zehnmal Schweizer Meisterin.